# Пространство и Время (Доктор Кто)
«Пространство» и «Время» — два мини-выпуска британского научно-фантастического телесериалa «Доктор Кто». Они были показаны 18 марта 2011 года как часть телемарафона «Разрядка смехом» в честь Дня Красного Носа. Эта серия состоит из двух частей, действие происходит только в ТАРДИС. В ролях: Мэтт Смит в роли Одиннадцатого Доктора, Карен Гиллан в роли Эми Понд, Артур Дарвилл в роли Рори Уильямса. Сценарий к минивыпуску написал главный сценарист сериала «Доктор Кто» Стивен Моффат.

## Сюжет

### «Пространство»
Эми пытается привлечь внимание Доктора и задать ему некий важный вопрос. Она видит, что Рори помогает Доктору устанавливать тепловые связи внизу, под стеклянным полом ТАРДИС. Затем Эми и Рори начинают спорить, и вдруг выключается свет. Рори говорит Доктору, что он случайно разорвал тепловую связь. Эми извиняется, поскольку это произошло потому, что Рори посмотрел на её юбку сквозь стеклянный пол. Доктор замечает, что они приземлились путём «экстремальной материализации», то есть ТАРДИС должна была автоматически приземлиться в самом безопасном доступном месте. Свет зажигается, и они видят, что ТАРДИС материализовалась в самом безопасном месте — внутри себя самой. Доктор входит в двери внутренней ТАРДИС и одновременно входит внутрь внешней. Доктор говорит, что они в ловушке, и это даже хуже, чем временная петля, и никто не сможет войти в ТАРДИС снаружи и выйти из неё. Тем не менее в двери внешней ТАРДИС входит другая Эми.

### «Время»
Продолжаются события серии «Пространства». Другая Эми говорит, что она из будущего через пару минут и может войти снаружи, так как «внешняя оболочка ТАРДИС отделилась во времени». Будущая Эми знает, что говорить и делать, потому что, c её точки зрения, она повторяет то, что видела и слышала то, что будущая Эми говорила раньше. Доктор посылает настоящую Эми во внутреннюю ТАРДИС (Эми перед уходом успевает пофлиртовать с самой собой), будущая Эми занимает её место рядом с настоящими Рори и Доктором, а снаружи во внешнюю ТАРДИС заходят будущие Эми и Рори. Рори говорит, что, с его точки зрения, Доктор только что сказал им обоим войти в ТАРДИС, а с точки зрения настоящего Доктора, он только собирается им это сказать. Доктор посылает настоящих Эми и Рори во внутреннюю ТАРДИС, а будущим говорит, что должен взорвать ТАРДИС изнутри, это единственный способ перезагрузить её. Но Доктор не знает, какой нужен рычаг, но «собирается узнать». В двери внешней ТАРДИС входит будущий Доктор и указывает ему нужный рычаг. Настоящий Доктор поворачивает рычаг и вбегает во внутреннюю ТАРДИС, и она исчезает. Будущие Доктор, Рори и Эми становятся настоящими и отправляются дальше.